# ایستگاه راه‌آهن مرکزی بوخوم
ایستگاه مرکزی بوخوم (انگلیسی: Bochum Hauptbahnhof) ایستگاه راه‌آهن شهر بوخوم، آلمان است.
این ایستگاه که در سال ۱۹۵۷ تاسیس شده به راه‌آهن آلمان و اس-بان راین-رور متصل است.

## نگارخانه

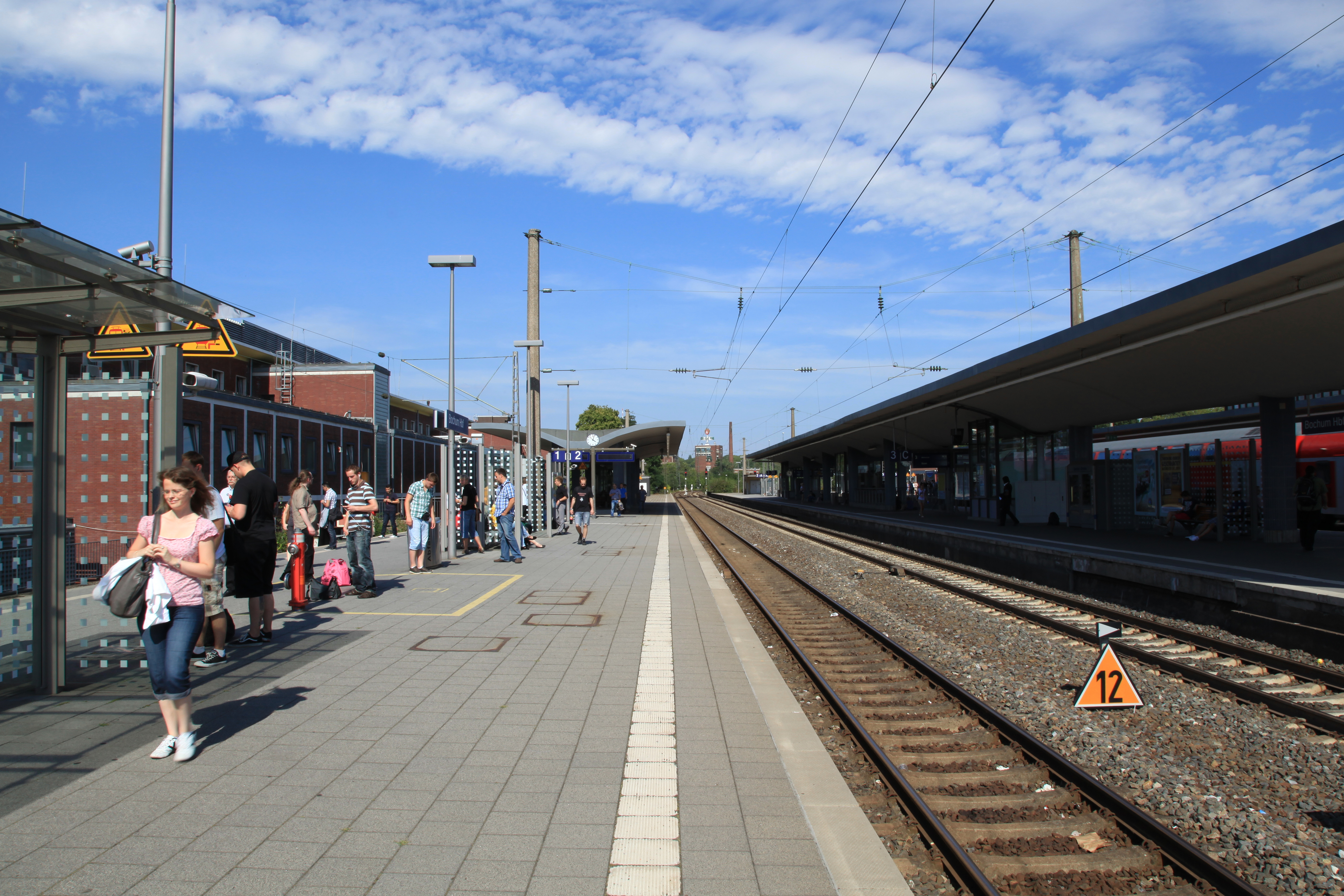
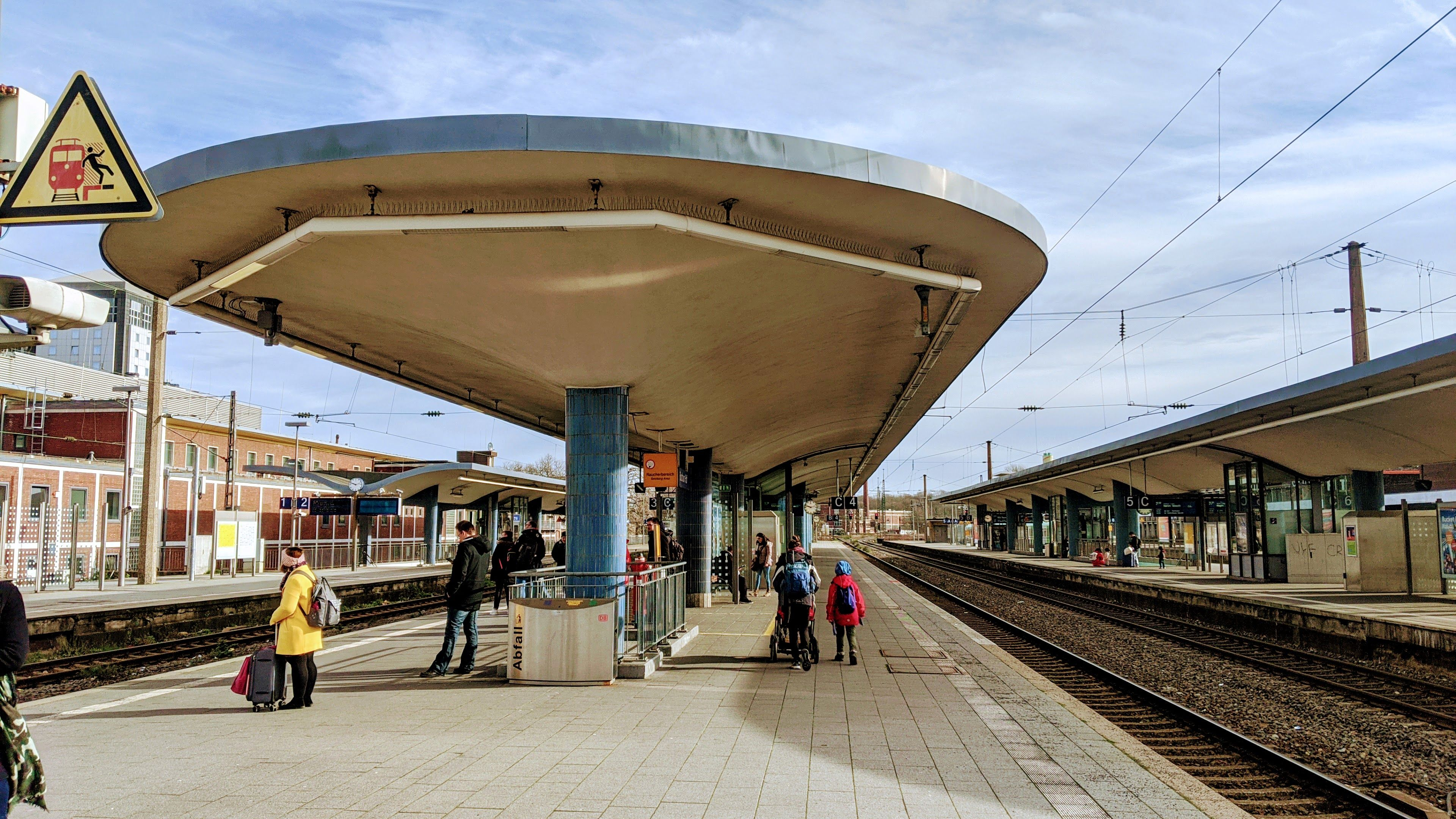
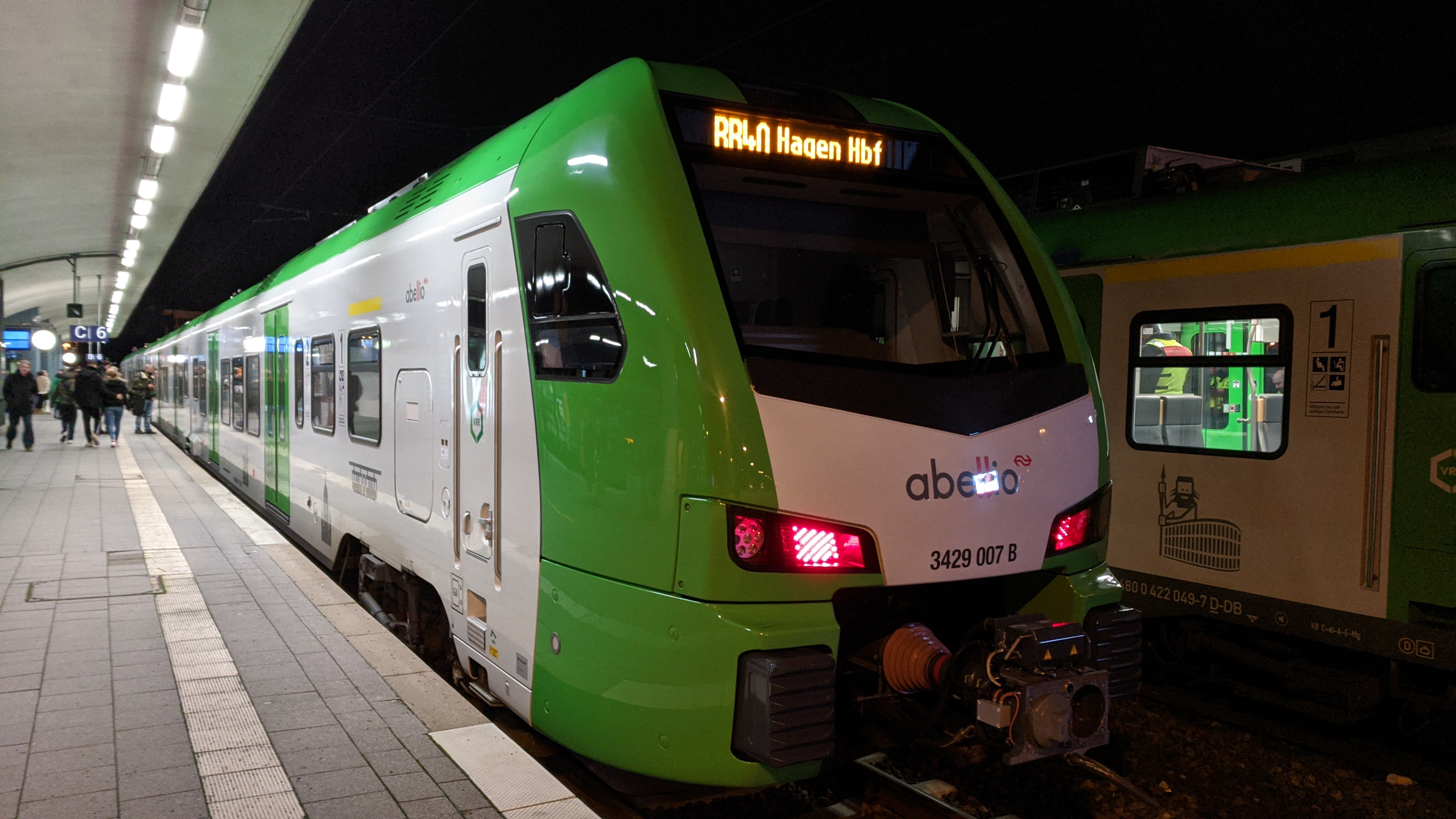
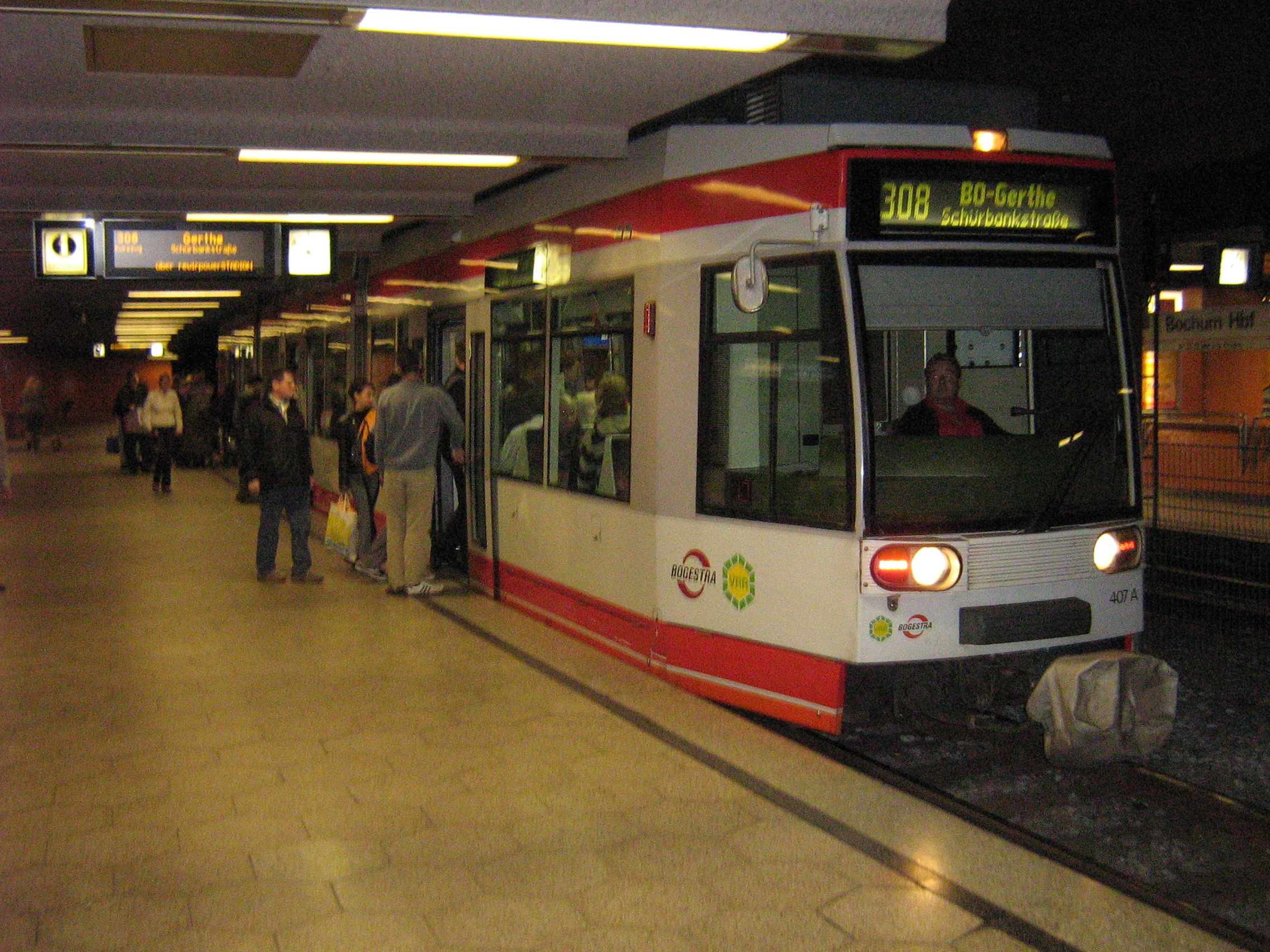